# Manzini Północne
Manzini Północne – inkhundla w dystrykcie Manzini w Królestwie Eswatini.
Według spisu powszechnego ludności z 2007 roku, Manzini Północne miało powierzchnię 28 km² i zamieszkiwało je 39 529 mieszkańców. Dzieci i młodzież w wieku do 14 lat stanowiły ponad połowę populacji (20 951 osób). W całym inkhundla znajdowało się wówczas osiem szkół podstawowych.
W 2007 roku Manzini Północne dzieliło się na cztery imiphakatsi: Edwaleni, Emakholweni, Mnyenyweni i Mzimnene. W 2020 roku Manzini Północne składało się z sześciu imiphakatsi: Dwaleni, Emakholweni, Manzini Centralne, Mnyenyweni, Mzimnene i St. Pauls. Przedstawicielem inkhundla w Izbie Zgromadzeń Eswatini był wówczas Macford Sibandze.